# Fauda
Fauda (în ebraică פאודה, din arabă فوضى, transliterat: fawḍā, adică „haos”) este un serial de televiziune israelian dezvoltat de Lior Raz și Avi Issacharoff, bazându-se pe experiențele lor în Forțele de Apărare ale Israelului. Serialul a avut premiera pe 15 februarie 2015. Acesta spune povestea lui Doron, un comandant în unitatea Mista'arvim și a echipei sale; în primul sezon, urmăresc un terorist comandant Hamas cunoscut sub numele de „Pantera”.

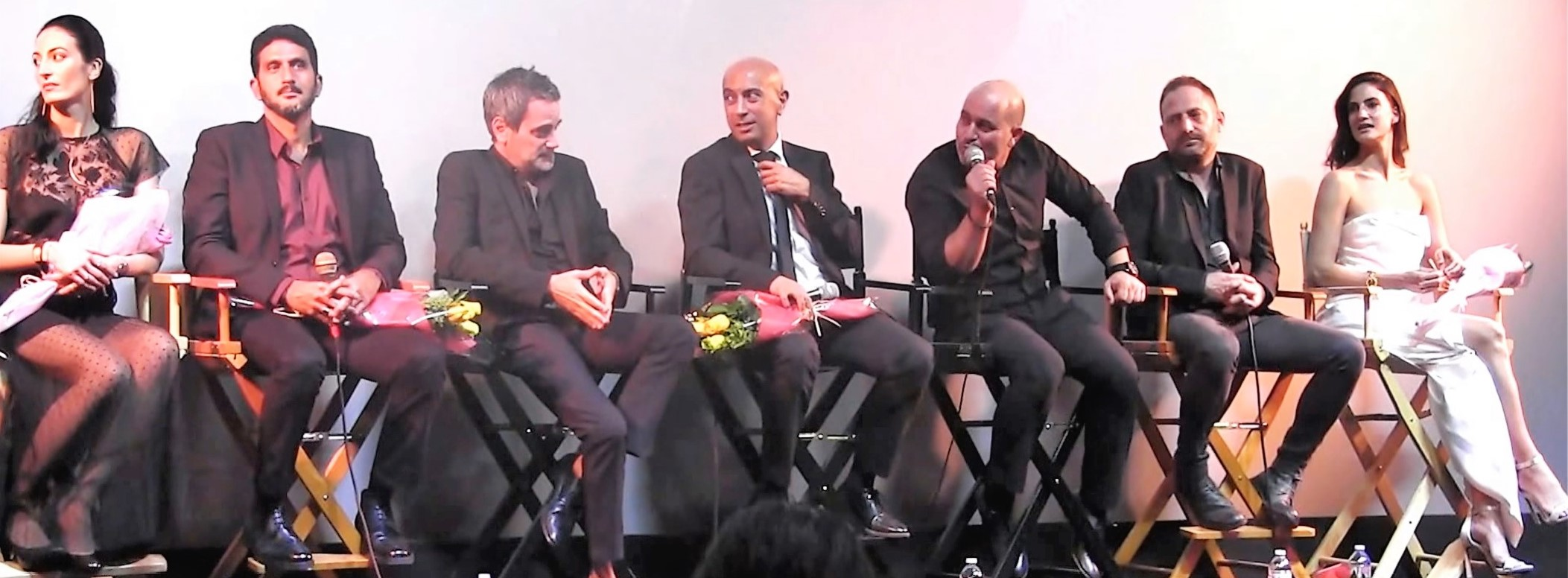
Distribuția serialului

Primul sezon a fost filmat în Kafr Qasim în timpul conflictului dintre Israel și Fâșia Gaza din 2014. A avut premiera pe 15 februarie 2015. Al doilea sezon a avut premiera pe 31 decembrie 2017. Al treilea sezon are loc în Fâșia Gaza și a fost difuzat în 2019 și 2020. La nivel internațional, serialul este transmis în flux de Netflix. Un al patrulea sezon a fost difuzat la începutul lui 2023.

## Criticii
Diverse grupuri pro-palestiniene au etichetat Fauda drept „propagandă israeliană”. Rachel Shabi, scriind în The Guardian, a criticat serialul pentru politica sa și „machismul său neobosit”. Potrivit lui Yasmeen Serhan de la The Atlantic, „Telespectatorii care sunt însetați de o perspectivă palestiniană asupra conflictului ar face bine să îndemne Netflix să comande un serial creat de palestinieni, deoarece Fauda se va dovedi probabil o dezamăgire”. George Zeidan de la Right to Movement Palestine a fost mai direct; în Haaretz, el a scris: „Orientul Mijlociu este deja plin de dezinformare, insinuări și propagandă periculoasă: nu este nevoie de mai mult. Fauda poate face mai bine”.
Un articol de Yara Hawari în Al Jazeera despre „ultima creștere a numărului de programe care se concentrează pe Israel și încearcă să-l arate ca o forță a binelui” a dat opinia că „deși nu sunt la fel de grosolane ca cinematografia și televiziunea orientalistă clasică, aceste programe nu sunt mai puțin rasiste și poate chiar mai periculoase prin subtilitatea și prezentarea lor elegantă”. Criticii l-au descris ca fiind „Shooting and crying”(în engleză, adică „împușcături și plângeri”).
Criticii pro-israelieni au criticat, de asemenea, serialul, considerându-l înfățișat pe israelieni într-o lumină proastă. În revista Tablet Magazine, Alter Yisrael Shimon Feuerman afirmă:
„Doron, așadar, nu este un nou erou sionist care neagă vechile stereotipuri evreiești de nimic. Este doar o nouă formă curioasă a evreului ca șlemiel, doar că de data aceasta cu pumni puternici și o pușcă puternică.”
Pe scurt, este genul de personaj împotriva căruia m-a avertizat mama când m-am uitat la „Eroii lui Hogan”, un bufon care transformă un conflict dureros, serios și mult prea real într-un pic de divertisment.

## Distribuție

### Personaje principale
- Doron Kabilio – interpretat de actorul Lior Raz
- Taufiq Hamed – interpretat de Abu Ahmad
- Walid El Abed – interpretat de Shadi Mar'i
- Dra. Shirin – interpretat de Laëtitia Eïdo
- Capitan Gabi Eyov – interpretat de Itzik Cohen
- Mickey Moreno – interpretat de Yuval Segal
- Gali Kabilio – interpretat de Netta Garti
- Nasrin Hamed – interpretat de Hanan Hillo
- Boaz – interpretat de Tomer Kapon
- Naor – interpretat de Tzachi Halevy
- Nurit – interpretat de Rona-Li Shimon
- Avichay – interpretat de Boaz Konforty
- Hertzel „Steve” Pinto – interpretat de Doron Ben-David

### Personaje secundare
- Ido Kabilio – interpretat de Mel Malka
- Jihan Hamed – interpretat de Khawlah Hag-Debsy
- Shiekh Awadalla – interpretat de Salim Dau
- Gideon Avital – interpretat de Uri Gavriel